# آن ایگارتیبورو
آن ایگارتیبورو (اسپانیایی: Anne Igartiburu‎؛ زادهٔ ۱۶ فوریهٔ ۱۹۶۹) بازیگر و مجری تلویزیون اهل اسپانیا است.
از فیلم‌ها یا برنامه‌های تلویزیونی که وی در آن‌ها نقش داشته است، می‌توان به امکانش هست؟، ماه سیاه، «یک بوسه و یک شاخه‌گل» (۲۰۱۰) و «شایعات» (۱۹۹۷ تا کنون) اشاره نمود.